# X з'їзд КП(б)У
X з'їзд КП(б)У — з'їзд Комуністичної партії (більшовиків) України, що відбувся 20—29 листопада 1927 року в Харкові.
У роботі з'їзду взяли 736 делегатів з ухвальним голосом і 209 — з дорадчим, які представляли 145 623 членів і 58 026 кандидатів у члени партії.

## Порядок денний з'їзду
1. Доповідь про роботу ЦК ВКП(б).
2. Доповідь про роботу ЦКК ВКП(б).
3. Звіт ЦК КП(б)У.
4. Звіт Ревізійної комісії КП(б)У.
5. Звіт ЦКК КП(б)У.
6. Про перспективи господарського будівництва.
7. Про роботу на селі.
8. Про завдання культурного будівництва на Україні.
9. Вибори керівних органів КП(б)У.

## Керівні органи партії
Обрано Центральний Комітет у складі 75 членів та 45 кандидатів у члени ЦК, Центральну Контрольну комісію в складі 95 членів, Ревізійну комісію КП(б)У в складі 9 членів.

### Члени Центрального комітету
- Акулов Іван Олексійович
- Бадєєв Йосип Ісакович
- Балицький Всеволод Аполлонович
- Безсонов Володимир Матвійович
- Берзін Ян Антонович
- Бірман Степан Павлович
- Бондаренко Г. О.
- Бородай О. Я.
- Буздалін Сергій Феоктистович
- Голод Наум Павлович
- Гопнер Серафима Іллівна
- Горбачов Омелян Григорович
- Гулий Костянтин Макарович
- Дегтярьов Леонід Сергійович
- Демченко Микола Нестерович
- Доненко Микола Юхимович
- Доронін Василь Іванович
- Дроздовський В. І.
- Дубовий Іван Наумович
- Дудник Яким Минович
- Захар‘ящева Т. А.
- Зеленський Тимофій Петрович
- Іванов Семен Варфоломійович
- Ікс Михайло Самойлович
- Каганович Лазар Мойсейович
- Кирюшин
- Ківгіла Авксентій Семенович
- Козлов П. В.
- Корнюшин Федір Данилович
- Легенченко
- Ломов (Оппоков) Георгій Іполитович
- Любченко Панас Петрович
- Ляліков Павло Семенович
- Мазуренко Г. А.
- Мануїльський Дмитро Захарович
- Масленко Павло Федорович
- Маслов Кузьма Олександрович
- Медведєв Олексій Васильович
- Михеєнко Дмитро Олександрович
- Мільчаков Олександр Іванович
- Налімов Михайло Миколайович
- Окорков Костянтин Іванович
- Петровський Григорій Іванович
- Пілацька Ольга Володимирівна
- Піскарьов Михайло Пилипович
- Полоз Михайло Миколайович
- Поляков Василь Васильович
- Попов Микола Миколайович
- Порайко Василь Іванович
- Постишев Павло Петрович
- Проказіна
- Радченко Андрій Федорович
- Сапов Іван Андрійович
- Свистун Пантелеймон Іванович
- Семенов Борис Олександрович
- Сербиченко Олександр Калістратович
- Скалацький
- Скрипник Микола Олексійович
- Соболь Наум Лазарович
- Соколов Олександр Гаврилович
- Степанов Сергій Олександрович
- Строганов Василь Андрійович
- Суханов Олександр Никифорович
- Сухомлин Кирило Васильович
- Таран Сава Дмитрович
- Тарасов Степан Никонович
- Філін
- Фінковський Олексій Іванович
- Хвиля Андрій Ананійович
- Чернявський Володимир Ілліч
- Чубар Влас Якович
- Чувирін Михайло Євдокимович
- Шліхтер Олександр Григорович
- Щербаков Тихон Павлович
- Якір Йона Еммануїлович

### Кандидати в члени Центрального комітету
- Березін Олександр Йосипович
- Блеєр Аполлон Дмитрович
- Владимиров Володимир Борисович
- Власенко Степан Наумович
- Войцехівський Юрій Олександрович
- Гвоздецький Степан Павлович
- Горбань Михайло Карпович
- Горбунов Павло Петрович
- Данилевська Марія Володимирівна
- Заривайко Прокіп Авдійович
- Кисельов Аркадій Леонтійович
- Клочко Петро Сергійович
- Коваль Г. Л.
- Коновалов М. І.
- Кузьменко Василь Денисович
- Кузьменко Іван Родіонович
- Кулик Іван Юліанович
- Курганов Олександр Якович
- Левицький Михайло Васильович
- Лизарєв Федір Семенович
- Макеєнко Михайло Микитович
- Маркітан Павло Пилипович
- Марченко Микола Федорович
- Мезіс Август Іванович
- Мулін Валентин Михайлович
- Мусульбас Іван Андрійович
- Одинцов Олександр Васильович
- Плахотников Андріан Іванович
- Постоловський Михайло Федотович
- Премудров Петро Костянтинович
- Річицький Андрій Андрійович
- Руман О. К.
- Рутковський Володимир Іванович
- Смирнов Михайло Ілліч
- Соловйов Іван Григорович
- Таран-Гончаренко Феодосій Прохорович
- Тараненко Корній Семенович
- Ткаченко Остап Якович
- Третьяков Микола Григорович
- Триліський Олексій Лукич
- Фесенко Олександр Ксенофонтович
- Чайка Микола Кононович
- Чайка П. І.
- Шимановський Станіслав Людвігович
- Юрченко І. С.

### Члени Центральної Контрольної комісії
- Андрющенко А. С.
- Болтьян М. З.
- Бармашова С. Ф.
- Безсонов Василь Антонович
- Болдон
- Бондаренко Г. О.
- Бондаренко І. П.
- Буценко Панас Іванович
- Валявко Василь Антонович
- Вілюнас Ольга Казимирівна
- Волков Олександр Васильович
- Волков Олексій Олексійович
- Галицький К. В.
- Гельферіх С. Я.
- Гірчак Євген Федорович
- Григор'єв Кузьма Миколайович
- Грязєв Іван Якович
- Гуров О. Є.
- Дубовий Наум Іпатійович
- Дюміна
- Ємельяненко Петро Іванович
- Єрмаков Дмитро Семенович
- Єрмолаєв О. В.
- Завицький Герман Михайлович
- Загребельний Марко Нестерович
- Зайцев Федір Іванович
- Засовський С. Г.
- Затонський Володимир Петрович
- Звайзгне Петро Якович
- Ізраїлевський С. К.
- Камишан Олександр Михайлович
- Карлсон Карл Мартинович
- Кинжалов Федір Миколайович
- Клименко В. М.
- Клюшкін Федір Іванович
- Ковальчук (Ковальський)
- Козлов Сергій Кононович
- Корсунов Іван Миколайович
- Кошелєв Семен Дмитрович
- Крадожон К. І.
- Кудинський В. Т.
- Лавров П. П.
- Лазоверт Самуїл Генрихович
- Лазукін О. П.
- Ларін С. Т.
- Майоров Михайло Мойсейович
- Макаревич Омелян Андрійович
- Маматченко Д. О.
- Марголін Натан Веніамінович
- Масалов В. К.
- Мельников Я. І.
- Муценек Ян Янович
- Нестеренко Лаврін Митрофанович
- Новиков Андрій Йосипович
- Новиков Артем Якович
- Огняников Леонід Петрович
- Оконь Михайло Михайлович
- Остапов
- Павнін Г. А.
- Паливода К. П.
- Пахомов Яків Захарович
- Передельський Єгор Романович
- Пересада Р. І.
- Покко Сильвестр Іванович
- Полуденко В. А.
- Попов М. М.
- Притюпа М. С.
- Просвірнін Іван Олексійович
- Рабазо П. А.
- Рєпін Василь Іванович
- Рибніков Нісен Йосипович
- Романов Георгій Іванович
- Савельєва А. Т.
- Савцов Яків Григорович
- Сметана Е. І.
- Снєгов Олексій Володимирович
- Стукін Г. Ф.
- Суровцев Н. М.
- Татько Арсеній Петрович
- Татько Пилип Петрович
- Терехов
- Терехов Роман Якович
- Тихонов С. А.
- Томашун Ян Янович
- Троцюк Микита Савич
- Федоров Ілля Павлович
- Філімонова
- Храмов Володимир Іванович
- Чернов Микита Васильович
- Шипковський
- Шкадінов Микола Іванович
- Шугля Степан Осипович
- Щербаков Василь Юхимович
- Юргенсон Ф. К.
- Ястребов Григорій Герасимович

### Члени Ревізійної комісії
- Вітковський Андрій Федорович
- Гальперін Рудольф Володимирович
- Касяненко Євген Іванович
- Коротченко Дем'ян Сергійович
- Мальцев
- Марголіс А. М.
- Меленков І. І.
- Рабичев Наум Натанович
- Шустін Аркадій Якович

## Зміни складу ЦК в період між з'їздами
- 14 липня 1928 року на Об'єднаному Пленумі ЦК і ЦКК КП(б)У з кандидатів у члени ЦК КП(б)У виведений Ткаченко Остап Якович.
- 7—9 квітня 1929 року на Об'єднаному Пленумі ЦК і ЦКК КП(б)У переведені з кандидатів у члени ЦК КП(б)У Горбань Михайло Карпович, Кузьменко Василь Денисович, Маркітан Павло Пилипович, Мусульбас Іван Андрійович і Тараненко Корній Семенович.
- 18—21 листопада 1929 року на Пленумі ЦК КП(б)У з кандидатів у члени ЦК КП(б)У виведені Блеєр Аполлон Дмитрович і Коновалов М. І.